# Liste der Monuments historiques in Néris-les-Bains
Die Liste der Monuments historiques in Néris-les-Bains führt die Monuments historiques in der französischen Gemeinde Néris-les-Bains auf.

## Liste der Bauwerke
| Bezeichnung             | Beschreibung                  | Standort                    | Kennzeichnung | Schutzstatus | Datum | Bild           |
| ----------------------- | ----------------------------- | --------------------------- | ------------- | ------------ | ----- | -------------- |
| Amphitheater            | gallo-römisch                 | (Lage)                      | PA00093245    | Classé       | 1862  |                |
| Camp romain des Chaudes | gallo-römisch                 | Vallon des Chaudes (Lage)   | PA00093240    | Classé       | 1927  |                |
| Casino                  | Erbaut von 1897 bis 1900      | (Lage)                      | PA00093241    | Inscrit      | 1984  | weitere Bilder |
| Kirche St-Georges       | Erbaut im 11./12. Jahrhundert | (Lage)                      | PA00093242    | Classé       | 1923  | weitere Bilder |
| Thermalbadanlage        | Erbaut 1826                   | 6, place des Thermes (Lage) | PA00093243    | Inscrit      | 1984  | weitere Bilder |
| Bahnhofsgebäude         | Erbaut 1932                   | (Lage)                      | PA00093244    | Inscrit      | 1975  | weitere Bilder |
| Villa de Cheberne       | gallo-römisch                 | (Lage)                      | PA00093409    | Inscrit      | 1991  |                |

## Liste der Objekte
Zum Verständnis siehe: Kirchenausstattung
- Monuments historiques (Objekte, z. B. Gemälde, Skulpturen, Altäre etc.) in Néris-les-Bains in der Base Palissy des französischen Kultusministeriums